# Say Yay!
Say Yay! ist ein Lied der spanischen Sängerin Barei. Sie hat mit dem Lied Spanien beim Eurovision Song Contest 2016 vertreten.

## Hintergrund und Veröffentlichung
Am 29. Dezember 2015 wurden die Kandidaten für Objetivo Eurovisión, den spanischen Vorentscheid für den Eurovision Song Contest 2016 vorgestellt. Darunter befand sich die Sängerin Barei mit dem Lied Say Yay!. Die Show fand am 1. Februar 2016 statt. Barei erhielt die meisten Punkte im Jury- und Televoting und wurde somit ausgewählt, Spanien beim Musikwettbewerb im schwedischen Stockholm zu repräsentieren.

## Musikvideo
Das offizielle Musikvideo zu dem Song wurde von Gus Carballo produziert und größtenteils an verschiedenen Standorten in der spanischen Hauptstadt Madrid gedreht. Einige Szenen stammen auch aus anderen Städten wie London, Berlin oder Stockholm. Es wurde erstmals am 10. März 2016 inklusive einer leicht überarbeiteten Version des Liedes präsentiert.

## Chartplatzierungen
| ChartsChartplatzierungen | Höchstplatzierung | Wochen |
| ------------------------ | ----------------- | ------ |
| Spanien (Promusicae)     | 36 (18 Wo.)       | 18     |